# Залан
Залан (рос. Залан) — улус Селенгинського району, Бурятії Росії. Входить до складу Сільського поселення Ноєхонське.
Населення —  74 особи (2015 рік). 